# Liste der Baudenkmale in Dersum
In der Liste der Baudenkmale in Dersum sind alle Baudenkmale der niedersächsischen Gemeinde Dersum aufgelistet. Die Quelle der  Baudenkmale ist der Denkmalatlas Niedersachsen. Der Stand der Liste ist der 14. Dezember 2020.

## Allgemein
In den Spalten befinden sich folgende Informationen:
- Lage: die Adresse des Baudenkmales und die geographischen Koordinaten. Kartenansicht, um Koordinaten zu setzen. In der Kartenansicht sind Baudenkmale ohne Koordinaten mit einem roten Marker dargestellt und können in der Karte gesetzt werden. Baudenkmale ohne Bild sind mit einem blauen Marker gekennzeichnet, Baudenkmale mit Bild mit einem grünen Marker.
- Bezeichnung: Bezeichnung des Baudenkmales
- Beschreibung: die Beschreibung des Baudenkmales. Unter § 3 Abs. 2 NDSchG werden Einzeldenkmale und unter § 3 Abs. 3 NDSchG Gruppen baulicher Anlagen und deren Bestandteile ausgewiesen.
- ID: die Objekt-ID des Baudenkmales
- Bild: ein Bild des Baudenkmales, ggf. zusätzlich mit einem Link zu weiteren Fotos des Baudenkmals im Medienarchiv Wikimedia Commons. Wenn man auf das Kamerasymbol klickt, können Fotos zu Baudenkmalen aus dieser Liste hochgeladen werden:

## Dersum

### Einzelbaudenkmale
| Lage                                       | Bezeichnung  | Beschreibung | ID       | Bild           |
| ------------------------------------------ | ------------ | --- | -------- | -------------- |
| Kirchstraße 4 52° 57′ 36″ N, 7° 16′ 31″ O  | St. Antonius | Katholische neugotische Backstein-Hallenkirche. Erbaut 1864–66 durch Johann Bernhard Hensen. Einschiffig, mit eingezogenem Westturm auf quadratischem Grundriss unter abgeknicktem Spitzhelm mit vier zierlichen Spitzgiebeln. Gestufte Strebepfeiler an den Ecken, spitzbogiges hohes zweibahniges Naturstein-Maßwerkfenster mit gestuftem Gewände im Westen des Erdgeschosses. Darüber Fensterrose mit Achtpass-Maßwerk und ein spitzbogiges zweibahniges Fenster, dem im Erdgeschoss entsprechend, mit neugotischem Kaffgesims, welches in ein durchlaufendes Geschossgesims übergeht. An jeder Turmfassade im Glockengeschoss je zwei spitzbogige Schallöffnungsluken, darunter kleinteilige Lisenen, darüber Bogenfries und profiliertes Traufgesims. Die Fassaden des Kirchenschiffes abwechselnd mit gestuften Strebepfeilern und hohen zweibahnigen Sandstein-Maßwerkfenstern rhythmisch gegliedert. Im Osten eingezogener polygonaler, schiffshoher 5/8 Chor. Alle Fenster mit Buntverglasung. | 35904055 | Weitere Bilder |
| Hauptstraße 11 52° 57′ 38″ N, 7° 16′ 37″ O | Scheune      | | 35904418 | Weitere Bilder |
| Hauptstraße 11 52° 57′ 38″ N, 7° 16′ 37″ O | Wohnhaus     | 1906 errichtet. Separates Wohnhaus eineinhalbgeschossig unter traufständigem Satteldach. Achtachsige Fassade, die drei mittleren Achsen als zweigeschossiger Mittelrisalit unter giebelständigem Satteldach ausgeführt. Baudekor in Form von Ziegelziersetzung, flachen Ecklisenen und Stichbogenfenstern. Linker Giebel mit Datierung 1906 in Form von Mauerankern. Der Wohnteil ist mit giebelständiger Gulfscheune mit rechtwinklig angebauten Stall verbunden. | 35904027 | Weitere Bilder |

## Neudersum

### Einzelbaudenkmale
| Lage                                     | Bezeichnung               | Beschreibung | ID       | Bild           |
| ---------------------------------------- | ------------------------- | --- | -------- | -------------- |
| Dorfstraße 40 52° 58′ 14″ N, 7° 14′ 4″ O | St. Michael               | Einschiffiger Saalbau aus Backstein unter Satteldach. Abgeschleppter Sakristeianbau. Vor der Giebelfront Vorhalle unter flachem Walmdach, darüber Drillingsfenster und im Giebeldreieck ein Rundfenster. Erbaut 1949. | 35904084 | Weitere Bilder |
| Dorfstraße 33 52° 58′ 14″ N, 7° 14′ 0″ O | Wohn-/ Wirtschaftsgebäude | | 35903679 | Weitere Bilder |